# Das Narr
Das Narr ist eine Schweizer Zeitschrift für Literatur.

## Geschichte
Das Narr wurde als Narr – Das narrativistische Literaturmagazin von René Frauchiger, Lukas Gloor und Daniel Kissling gegründet. Die erste Ausgabe erschien im Juni 2011. Neben den regulären Ausgaben veröffentlichte die Zeitschrift über die Jahre mehrere Sonderausgaben. So etwa ein literarisches Kochbuch (2012), eine literarische Agenda (2014), einen literarischen Reiseführer über die Stadt Basel (2015) und eine Serie Heftromane (2016).
Von 2014 bis 2023 wurde das Narr von den beiden Grafikern David Lüthi und Mirko Leuenberger gestaltet, seit 2024 von Kenan Brunner. 2016 wurde das Magazin mit dem Fachpreis Literatur des Kantons Solothurn ausgezeichnet. 2018 erfolgte eine Nomination zum Schweizer Designpreis für die Gestaltung des Magazins und 2019 war die Zeitschrift für den Design Preis Schweiz nominiert. 2020 wurde das Narr in Deutschland für den Willy Fleckhaus-Preis nominiert. 2024 erhielt das Narr im Rahmen des Buchfestivals Olten den Dreitannen-Förderpreis, verliehen von der Hans und Beatrice Maurer-Billeter-Stiftung.

## Konzeption
Das Narr erscheint drei Mal pro Jahr, jeweils zu einem anderen Ausschreibungs-Thema. Bekannte Autoren wie Franz Hohler, Friederike Kretzen, Michelle Steinbeck, Werner Rohner oder Hans Magnus Enzensberger haben im Narr publiziert. Das Magazin hat sich zum Ziel gesetzt, auch unbekannte Autoren zu veröffentlichen und ihnen so den Schritt zur ersten Buchpublikation zu erleichtern.

## Narrativismus
Namensgebend für die Zeitschrift ist der aus der Erzähltheorie stammende Begriff Narrativismus. Narrativismus wird von den Herausgebern jedoch im allgemeinsten Sinne aufgefasst als Drang zu erzählen, sei es dem Klang der Sprache oder einer Geschichte zuliebe.